# Maison ex Synagogue de Charmont
La maison ex synagogue de Charmont est un édifice situé dans la ville de Besançon, dans le Doubs en région Bourgogne-Franche-Comté.

## Histoire
Les façades sur les deux rues sont inscrites au titre des monuments historiques par arrêté du 18 octobre 1937.
Le siècle de la principale campagne de construction est le XVIe siècle.